# Blodpalt
Blodpalt (en sueco) o (en finés: veripalttu, tarta de sangre, en letón: asins pankūkas) es un platillo antiguo muy común en el norte de Finlandia y norte de Suecia. El origen del mismo se remonta a las épocas en que los hogares buscaban utilizar todas las partes de los animales para garantizar el sustento .
Blodpalt es un palt, un bocadillo preparado con harina de cebada o centeno y (pero no siempre) papas ralladas crudas, a lo que se agrega sangre a la masa, lo que resulta en una comida más nutritiva que a menudo era consumida durante el largo y oscuro invierno.
En Laponia, a menudo el blodpalt es preparado con sangre de reno, y harina de centeno o trigo, pero sin papas, y se sirven como albóndigas en una sopa, o con panceta. En otras partes del norte de Suecia, el blodpalt se prepara en forma similar a un  palt con tocino, pero agregando sangre a la masa.